# Пуже, Бертран дю
Бертран дю Пуже (фр. Bertrand du Pouget, итал. Bertrando del Poggetto; 1280 — 3 февраля 1352) — французский кардинал, папский легат и дипломат.

## Биография
Бертран родился в городе Кастельно-Монратьер в 1280 году. Возможно, он был племянником папы Иоанна XXII.
После избрания Папы Римского Иоанна XXII в августе 1316 года дю Пуже стал капелланом Папского двора в Авиньоне и архидьяконом Ле-Мана. На консистории 17 декабря 1316 года был избран пресвитером Сан-Марчелло. В 1317 году был Папским легатом в Ферраре. Как кардинал принимал непосредственное участие в решении практических последствий миграции папства в Авиньон, а также занимался поддержанием авторитета Папы Римского в Италии. В 1319—1334 годах он находился в северной Италии, как папский легат, с оружием в руках пытался восстановить порядок и власть папы на территориях, номинально ему подчинённых. Он изгнал имперского викария Галеаццо Висконти из Пьяченцы и организовал в 1329 году публичное сожжение труда Данте — «Монархия». Бертран дю Пуже добился больших успехов, подчинив воле Папы Ломбардию (1322-24) и Эмилию-Романью (1325). В марте 1327 года овладел Болоньей и был её губернатором. 18 декабря 1327 Иоанн XXII назначил его епископом Остии и Веллетри. 8 июня 1331 года дю Пуже взял оплот гибеллинов Павию и устроил жестокое судилище над сторонниками правивших там до того Беккариа.
В 1332 году он стал маркизом Анконы и графом Романьи. Но в марте 1334 года в Болонье вспыхнуло восстание, направленное против его. В конце 1334 года дю Пуже был вынужден покинуть Италию и вернуться в Авиньон, чтобы принять участие в конклаве 1334 года. На этом конклаве был избран папа Бенедикт XII. Бертран дю Пуже не имел влияния на Бенедикта XII, поэтому не смог убедить его в надобности своего отъезда в Италию и оставаться в Авиньоне ещё долгое время. В 1342 году участвовал в конклаве на котором был избран папа Климент VI.
Бертран дю Пуже умер 3 февраля 1352 в Вильнёв-лез-Авиньон в возрасте 72 лет.

## В искусстве
- Кардинал Бертран дю Пуже появляется как персонаж романа Умберто Эко — «Имя розы». В романе он предстаёт в качестве руководителя делегации папы римского Иоанна XXII на встрече с представителями ордена францисканцев[5].
- Люсьен Бодар сыграл роль кардинала Бертрана в фильме по мотивам книги «Имя розы», вышедшем на экран в 1986 году[6].